# Тамышевка

Тамышевка, Талушка — река в России, протекает в Зуевском и Белохолуницком районах Кировской области. Устье реки находится в 111 км по левому берегу реки Белая Холуница. Длина реки составляет 41 км.
Исток реки в западной части Верхнекамской возвышенности в 24 км к северо-востоку от города Зуевка. Верхнее течение реки лежит в Зуевском районе, среднее и нижнее — в Белохолуницком. В верхнем течении протекает посёлок Майский, затем входит в ненаселённый лесной массив. Течёт сначала на север, затем на северо-восток. Впадает в Белую Холуницу в 10 км юго-восточнее посёлка Климковка. Ширина реки перед устьем - 11 метров.

## Притоки (км от устья)
- 22 км: река Средняя Тамышевка
- 24 км: река Берёзовка

## Данные водного реестра
По данным государственного водного реестра России относится к Камскому бассейновому округу, водохозяйственный участок реки — Вятка от истока до города Киров, без реки Чепца, речной подбассейн реки — Вятка. Речной бассейн реки — Кама.
По данным геоинформационной системы водохозяйственного районирования территории РФ, подготовленной Федеральным агентством водных ресурсов:
- Код водного объекта в государственном водном реестре — 10010300212111100032089
- Код по гидрологической изученности (ГИ) — 111103208
- Код бассейна — 10.01.03.002
- Номер тома по ГИ — 11
- Выпуск по ГИ — 1